# Grupo Coudenberg
El Grupo Coudenberg fue un grupo de reflexión federalista belga, cuyo nombre se debe a su lugar de reunión, el Coudenberg, una de las siete colinas sobre las cuales está construido el centro de Bruselas.  
El asbl groupe Coudenberg fue creado el 6 de junio de 1984 y fue disuelto el 11 de febrero de 1999.  
Reunía a personalidades del mundo universitario, de la administración, de las empresas, de los sindicatos y de las profesiones liberales.
El presidente fue el abogado Jean-Pierre De Bandt. 
Entre los 70 miembros se pueden citar:
- Antoine Bekaert,
- André Belmans,
- El barón Philippe Bodson,
- Bart De Schutter,
- Jacques De Staercke,
- Hubert Detremmerie,
- Mark Dubrulle,
- El barón Jan Huyghebaert,
- El barón Koen Lenaerts,
- Jacques Moulaert,
- Sylvain Plasschaert,
- Carlos Van Rafelghem,
- Paul Van Remoortere,
- La baronesa Els Witte,
- Kris Deschouwer,
- Mieke Offeciers-Vandewiele,
- Patrick van Ypersele de Strihou.

Los miembros más activos fueron Frans Vanistendael (profesor de derecho fiscal en la KUL), Bavo Cool, Alain Deneef (más tarde presidente de la SNCB), Roland Charlier (alto funcionario), Charles van der Straeten Waillet, Jacques Groothaert, Michel van den Abeele, Guy Schrans, Felix Standaert et Jan Hinnekens. Vincent Van Quickenborne fue un joven colaborador.
El grupo fue presentado como un grupo de reflexión independiente, que se basaba en el pluralismo lingüístico e ideológico, reunión de personas que comprenden que Bélgica se encuentra en un cruce y que quieren contribuir a una reforma política de esa país».
Reflexionaron sobre la organización federal de Bélgica y publicaron estudios sobre el tema. El propósito era defender el estado federal de las demandas de los nacionalistas flamencos.

## Publicaciones
- Naar een nieuw België, Lannoo, Tielt, 1987
- In naam van de democratie, Roularta, Brussel, 1991
- De buitenlandse betrekkingen in het federale België
- Federal type solutions and European integration, University Press of America, 1990

- Datos: Q2527644